# 石戏台
石戏台，位于中国广东省江门市新会区会城街道平安路，是一座明代古建筑。 石戏台始建于明万历二十五年（1597年），清乾隆二十五年（1760年）重修。戏台建于1米高的石台基之上，总高度7.5米，面积165平方米。1995年，列入新会市文物保护单位，现为新会区文物保护单位。